# José Eduardo Ramos Rodrigues
José Eduardo Ramos Rodrigues (falecido em 27 de dezembro de 2013, na cidade de São Paulo), foi um dos primeiros estudiosos de Direito do Meio Ambiente Cultural no Brasil.
Graduou-se em Direito pela Universidade de São Paulo (1982). Obteve o título de Mestre em Saúde Pública pela Universidade de São Paulo (2002) e de Doutor em Saúde Pública pela Universidade de São Paulo (2009).
Foi advogado da Fundação para a Conservação e a Produção Florestal do Estado de São Paulo.
Foi membro emérito da comissão de meio ambiente da Ordem dos Advogados do Brasil, secção São Paulo, participando ativamente de discussões relacionadas ao direito ambiental. Integrou a primeira Comissão de Meio Ambiente da OAB/SP, na condição de vice-presidente.
A atuação profissional, sem vínculo empregatício, estendeu-se com a participação ativa em instituições que congregam profissionais de direito em defesa do meio ambiente, do patrimônio cultural e da advocacia pública, tais como: Instituto Brasileiro de Advocacia Pública - IBAP, Instituto dos Advogados Brasileiros, Conselho Internacional de Monumentos e Sítios - ICOMOS e Instituto "O Direito por um Planeta Verde". Em 30 de junho de 2003, foi um dos sócios fundadores da Associação de Professores de Direito Ambiental do Brasil - APRODAB.
A reunião dos esforços em defesa do meio ambiente e do patrimônio cultural encontram-se publicados em livros, capítulos de livros, textos de difusão científica em jornais e através da participação ativa em eventos científicos nacionais e internacionais.
Os temas mais frequentes na sua produção profissional e acadêmica foram: direito ambiental, meio ambiente, patrimônio cultural, patrimônio natural e unidades de conservação.
José Eduardo Ramos Rodrigues integrou o Instituto Brasileiro de Advocacia Pública (IBAP) desde sua origem (1994), tendo participado de quase todos os seus congressos e publicado dezenas de artigos jurídicos, especialmente sobre patrimônio cultural e sobre unidades de conservação da natureza.
Principais obras publicadas:
- "Quatro séculos de história" (São Paulo: Imprensa Oficial, 1998. Em parceria com Délio Freire dos Santos)
- “Sistema Nacional de Unidades de Conservação” (São Paulo : Editora RT, 2005)
- “Estudos de Direito do Patrimônio Cultural” (Belo Horizonte : Editora Fórum, 2012. Em parceria com Marcos Paulo de Souza Miranda)